# Östlig kronmal
Östlig kronmal (Bucculatrix latviaella) är en fjärilsart som beskrevs av Ivars Šulcs 1990. Östlig kronmal ingår i släktet Bucculatrix, och familjen kronmalar. Enligt den finländska rödlistan är arten akut hotad i Finland. Arten har ej påträffats i Sverige. Artens livsmiljö är torra och karga åsmoar.